# سیارک ۱۳۹۶
سیارک ۱۳۹۶ (به انگلیسی: 1396 Outeniqua، نامگذاری:1936PF) هزار و سیصد و نود و ششمین سیارک کشف شده‌است که در ۹ اوت ۱۹۳۶ کشف شد.
قدر مطلق سیارک برابر ۱۲٫۰۰ است.